# Takovo (Ub)
Pour les articles homonymes, voir Takovo (homonymie).
Takovo (en serbe cyrillique : Таково) est un village de Serbie situé dans la municipalité d’Ub, district de Kolubara. Au recensement de 2011, il comptait 884 habitants.

## Démographie

### Évolution historique de la population
| 1948  | 1953  | 1961  | 1971  | 1981  | 1991  | 2002 | 2011 |
| ----- | ----- | ----- | ----- | ----- | ----- | ---- | ---- |
| 1 412 | 1 414 | 1 296 | 1 169 | 1 104 | 1 077 | 979  | 884  |

|  |